# Хронологија СФРЈ и СКЈ 1980.
| претходна целина: ◄ 1970—1979. |                              |
| Хронологија СФР Југославије и Савеза комуниста Југославије током 1980-их и почетком 1990-их 1980. 1981. 1982. 1983. 1984. 1985. 1986. 1987. 1988. 1989. 1990. 1991. 1992. | следећа целина: 1992—1995. ► |

Хронолошки преглед важнијих догађаја везаних за друштвено-политичка дешавања у Социјалистичкој Федеративној Републици Југославији (СФРЈ), деловање Савеза комуниста Југославије (СКЈ), као и општа политичка, друштвена и културна дешавања која су се догодила у току 1980. године.
| Јануар Фебруар Март Април Мај Јун Јул Август Септембар Октобар Новембар Децембар |

## Догађаји

### Јануар

#### 3. јануар
- У Клиничком центру, у Љубљани од 3. до 5. јануара председник Републике Јосип Броз Тито, по савету лекарског конзилијума, боравио на испитивању крвних судова ногу.

#### 6. јануар
- На Брду код Крања, лекарски конзилијум председника Републике Јосипа Броза Тита извршио консултације са проф. др Мајклом Дебејкијем (САД) и проф. др Маратом Књазевом (СССР) о здравственом стању и даљем лечењу председника Тита. Након прегледа председник Тито је задржао на ручку чланове лекарског конзилијума, као и лекаре Дебејкија и Књазева. Ручку је присуствовао и секретар Председништва ЦК СКЈ Душан Драгосавац.

#### 9. јануар
- У Београду умро Светислав Стефановић Ћећа (1910—1980), друштвено-политички радник, савезни секретар за унутрашње послове (1953-1963) и носилац Ордена народног хероја. Године 1966. на „Брионском пленуму“ ЦК СКЈ је смењен са свих дужности и искључен из СКЈ.

#### 12. јануар
- На Брду код Крања, председник Републике Јосип Броз Тито примио савезног секретара за иностране послове Јанеза Врховца, који га је информисао о неким актуелним питањима из међународних односа и спољнополитичких односа СФРЈ. Састанку је присуствовао и шеф Кабинета председника Републике Берислав Бадурина.
- У Клинички центар у Љубљани, примљен председник Републике Јосип Броз Тито. Исте вечери он је оперисан у Клиници за кардиоваскуларну хирургију. Хируршки захват је извршен над крвним судовима леве ноге, али и поред привременог побољшања током постоперативног тока, није постигнут жељени ефекат.

#### 15. јануар
- Одржана ванредна седница Централног комитета СК Југославије, поводом пријема председника Републике Јосипа Броза Тита у болницу. Убрзо потом отказана су сва одсуства регрутима у ЈНА и забрањена путовања припадницима Територијалне одбране.

#### 20. јануар
- У Клиничком центру у Љубљани, због тешког оштећења артерија, које је довело до прекида циркулације и убрзане девитализације ткива леве ноге, председнику Републике Јосипу Брозу Титу ампутирана лева нога.

#### 23. јануар
- У Клиничком центру у Љубљани, председника Републике Јосипа Броза Тита посетили синови Жарко и Мишо Броз.

#### 26. јануар
- У Клиничком центру у Љубљани, председника Републике Јосипа Броза Тита посетили потпредседник Председништва СФРЈ Лазар Колишевски и председавајући Председништва ЦК СКЈ Стеван Дороњски.

#### 27. јануар
- У Клиничком центру у Љубљани, Председника Републике Јосипа Броза Тита посетио савезни секретар за народну одбрану генерал-армије Никола Љубичић.

#### 28. јануар
- У Клиничком центру у Љубљани, Председник Републике Јосип Броз Тито напустио Одељење за интензивну негу и прешао на болничко одељење Клинике за срце и крвне судове, где су настављене мере медицинске рехабилитације.

#### у току јануара
- У Београду основана музичка група „Електрични оргазам“. Групу су основали Срђан Гојковић Гиле, Љубомир Јовановић Јовец и Љубомир Ђукић.

### Фебруар

#### 7—9. фебруар
- На Бледу одржан симпозијум „СКЈ и социјалистичка револуција“.

#### 8. фебруар
- У Београду умро Иван Гошњак (1909—1980), револуционар, учесник шпанског грађанског рата, генерал-армије, савезни секретар за народну одбрану (1953-1967), члан Председништва ЦК СКЈ и носилац Ордена слободе и Ордена народног хероја. Сахрањен је у Алеји заслужних грађана на Новом гробљу у Београду.

#### 14. фебруар
- У Клиничком центру у Љубљани, дошло до погоршања здравственог стања председника Републике Јосипа Броза Тита, које је изазвано због појаве тешкоћа у вези са функционисањем бубрега и сметњи у варењу. Лечење је отежано и због извесних знакова срчане слабости.

#### 22. фебруар
- У Клиничком центру у Љубљани, због тешког здравственог стања - ослабљене функције бубрега над председником Републике Јосипом Брозом Титом се примењује хемодијализа. Такође се примењују и друге мере интензивног лечења.

| Јануар Фебруар Март Април Мај Јун Јул Август Септембар Октобар Новембар Децембар |

### Март

#### 1. март
- У Београду основана музичка група „ВИС Идоли“. Групу су основали Влада Дивљан, Зденко Колар, Божа Јовановић, Срђан Шапер и Небојша Крстић, а постојала је све до краја марта 1984. године.

#### 9. март
- У Клиничком центру у Љубљани, здравствено стање председника Републике Јосипа Броза Тита је и даље врло тешко - тешка бубрежна инсуфицијенција и даље траје, општа склоност ка спонтаном крварењу је израженија, а срчана слабост и даље присутна.

#### 14. март
- У Клиничком центру у Љубљани, здравствено стање председника Републике Јосипа Броза Тита је и даље врло тешко - поред већ постојећих проблема са бубрезима и срцем, дошло и до појаве упале плућа, праћене високом температуром.
- У Београду одржан Пленум Централног комитета Савеза комуниста Србије, поводом болести председника Републике Јосипа Броза Тита.

#### 18. март
- У Загребу одржан Пленум Централног комитета Савеза комуниста Хрватске, поводом болести председника Републике Јосипа Броза Тита.

#### 23. март
- У Новом Саду, на Тргу слободе, одржан велики скуп са кога је испраћена Штафета младости. Овогодишњу Штафету израдио је новосадски вајар Ласло Силагија, а њен први носилац био је Зоран Остојић, металостругарски радник фабрике „Петар Драпшин“. Свечаном испраћају штафете присуствовао је велики број грађана Новог Сада, као и делегације свих република и покрајина, представници друштвено-политичких организација, ЈНА и др. У име домаћина присутнима се обратио Душан Поповић, председавајући Председништва Покрајинске конференције ССРН Војводине, а у име омладине Васил Тупурковски, председник Конференције ССО Југославије. Овом приликом одржан је богати културно-уметнички програм, са преко 200 учесника, са кога су председнику Републике Јосипу Брозу Титу упућене поруке за брзо оздрављење (Штафета младости је потом пошла на пут, а у тренутку Титове смрти 4. маја зауставила се у Слуњу).

#### 28. март
- У Београду, од 28. марта до 6. априла, одржан 19. међународни сајам аутомобила на коме су Заводи „Црвена застава” представили свој нови модел „Југо 45”, чија је серијска производња почела 28. новембра исте године.[1]

### Април

#### 2. април
- Након две године преговарања, СФРЈ и Европска економска заједница склопиле споразум о сарадњи, којим су укинуте царине за око две трећине индустријских производа и договорено заједничко финансирање саобраћајница.

#### 18. април
- У Клиничком центру у Љубљани, здравствено стање председника Републике Јосипа Броза Тита је и даље врло тешко - после краткотрајног заустављања, поново је дошло до крварења у желуцу, упала плућа се не шири, оштећење јетре се погоршава, температура је и даље висока, а функција бубрега се не успоставља.

### Мај

#### 4. мај
- У Клиничком центру у Љубљани у здравствено стање председника Републике Јосипа Броза Тита (1892—1980) ушло у критичну фазу. Упркос свим предузетим мерама, кардиоваскуларна слабост је све израженија, услед чега је он у 15:05 часова преминуо.
- У Београду у 18 часова одржана ванредна заједничка седница Председништва СФРЈ и Председништва Централног комитета Савеза комуниста Југославије на којој је донет заједнички Проглас поводом смрти председника СФРЈ Јосипа Броза Тита. На истој седници, у складу са Уставом СФРЈ донета је одлука којом је функцију председника Председништва СФРЈ преузео Лазар Колишевски, дотадашњи потпредседник Председништва СФРЈ, а функцију потпредседника Председништва СФРЈ Цвијетин Мијатовић, дотадашњи члан Председништва из СР БиХ. Дотадашњи председавајући Председништва ЦК СКЈ Стеван Дороњски преузео је функцију председника Председништва ЦК СКЈ.[2]
- У Београду одржана ванредна седница Савезног извршног већа на којој је, поводом смрти председника СФРЈ Јосипа Броза Тита, донета одлука о седмодневној општенародној жалости (која је трајала до 10. маја).
- У 18:50 часова грађанима СФР Југославије путем Југословенске радио телевизије саопштена вест о смрти председника Републике Јосипа Броза Тита. У току вечери изашла су ванредна издања скоро свих дневних новина.
- У Сплиту, на вест о смрти председника Републике Јосипа Броза Тита, прекинута фудбалска утакмица „Хајдук“—„Црвена звезда“.

#### 5. мај
- У Љубљани посмртни остаци председника СФРЈ Јосипа Броза Тита, пренети из Клиничког центра на Трг револуције (испред зграде Скупштине СР Словеније), где је се окупило неколико десетина хиљада грађана. На одар председника Тита, венце су положили председник Председништва СР Словеније Виктор Авбељ, у име делегације СР Словеније и председник ЦК СК Словеније Франце Попит, у име делегације СК Словеније. Опроштајни говор у уме града Љубљане, одржао је Марјан Рожич, председник Скупштине града. Посмртни остаци су потом пренети на железничку станицу где су унети у „Плави воз“, којим су пренети у Београд.
- Посмртни остаци председника СФРЈ Јосипа Броза Тита пренети „Плавим возом“ из Љубљане у Београд. Дуж пруге, од Љубљане до Београда неколико стотина хиљада људи који су полагањем цвећа на пругу одавали почаст председнику Титу. На путу за Београд, „Плави воз“ се у 10:30 часова зауставио у Загребу, где се на Главној железничкој станици, уз присуство неколико десетина хиљада људи, од председника Тита опростио државни врх СР Хрватске, а опроштајни говор у име града Загреба, одржао је Драгутин Плашчић, председник Градске конференције Савеза комуниста. По доласку у Београд, на Главној железничкој станици, од председника Тита се у име града Београда опростио Душан Глигоријевић, председник Градске конференције Савеза комуниста. У пратњи посмртних остатака у „Плавом возу“ налазили су се - Фадиљ Хоџа, Стане Доланц, Тодо Куртовић, Мика Шпиљак, Владо Шћекић, Васил Тупурковски, Стана Томашевић, Бранислав Иконић и Џемил Шарац, као и чланови Титове породице — синови Жарко и Мишо и др.
- У Љубљани одржана комеморативна седница друштвено-политичких организација Социјалистичке Републике Словеније, поводом смрти председника СФРЈ Јосипа Броза Тита, на којој је о лику и делу друга Тита говорио Франце Попит, председник ЦК СК Словеније.
- У Скопљу одржана комеморативна седница друштвено-политичких организација Социјалистичке Републике Македоније, поводом смрти председника СФРЈ Јосипа Броза Тита, на којој је о лику и делу друга Тита говорио Ангел Чемерски, председник ЦК СК Македоније.

#### 5—8. мај
- У Аули зграде Скупштине СФРЈ, изложени посмртни остаци председника СФРЈ Јосипа Броза Тита.

#### 6. мај
- У дворани „Дома синдиката“ у Београду одржана централна комеморативна седница друштвено-политичких организација Социјалистичке Федеративне Републике Југославије, поводом смрти председника СФРЈ Јосипа Броза Тита, на којој је о лику и делу друга Тита говорио Владимир Бакарић, члан Председништва СФРЈ и Председништва ЦК СКЈ.
- У дворани „Дома ЈНА“ у Београду одржана је комеморативна седница оружаних снага СФРЈ, поводом смрти председника СФРЈ Јосипа Броза Тита, на којој је о лику и делу маршала Тита говорио генерал-армије Никола Љубичић, савезни секретар за народну одбрану.
- У Београду одржана комеморативна седница друштвено-политичких организација Социјалистичке Републике Србије, поводом смрти председника СФРЈ Јосипа Броза Тита, на којој је о лику и делу друга Тита говорио Добривоје Видић, председник Председништва СР Србије.
- У Сарајеву одржана комеморативна седница друштвено-политичких организација Социјалистичке Републике Босне и Херцеговине, поводом смрти председника СФРЈ Јосипа Броза Тита, на којој је о лику и делу друга Тита говорио Никола Стојановић, председник ЦК СК Босне и Херцеговине.
- У Титограду одржана комеморативна седница друштвено-политичких организација Социјалистичке Републике Црне Горе, поводом смрти председника СФРЈ Јосипа Броза Тита, на којој је о лику и делу друга Тита говорио Вељко Милатовић, председник Председништва СР Црне Горе.

#### 7. мај
- У Загребу одржана комеморативна седница друштвено-политичких организација Социјалистичке Републике Хрватске, поводом смрти председника СФРЈ Јосипа Броза Тита, на којој је о лику и делу друга Тита говорио Јаков Блажевић, председник Председништва СР Хрватске.
- У Приштини одржана комеморативна седница друштвено-политичких организација Социјалистичке Аутономне Покрајине Косово, поводом смрти председника СФРЈ Јосипа Броза Тита, на којој је о лику и делу друга Тита говорио Махмут Бакали, председник ПК СК Косова.
- У Новом Саду одржана комеморативна седница друштвено-политичких организација Социјалистичке Аутономне Покрајине Војводине, поводом смрти председника СФРЈ Јосипа Броза Тита, на којој је о лику и делу друга Тита говорио Душан Алимпић, председник ПК СК Војводине.

#### 8. мај
- У Београду, у присуству 277 делегација из 126 земаља света, велики број делегација из земље, као и велики број грађана, сахрањен је председник СФРЈ Јосип Броз Тито (његов гроб, познат под називом „Кућа цвећа“ 1982. године постаће део Меморијалног центра „Јосип Броз Тито“).

#### 15. мај
- У складу са Уставом СФРЈ, функцију председника Председништва СФРЈ преузео Цвијетин Мијатовић, дотадашњи потпредседник Председништва СФРЈ и делегат Социјалистичке Републике Босне и Херцеговине у Председништву Социјалистичке Федеративне Републике Југославије. Функцију потпредседника Председништва СФРЈ преузео је Сергеј Крајгер, дотадашњи члан Председништва из Социјалистичке Републике Словеније.[3]

#### 16. мај
- У Оквиру Савезног секретаријата за народну одбрану, формиран Савет за Територијалну одбрану на чијем се челу налазио генерал-пуковник Стане Поточар.

#### 25. мај
- Свечаном приредбом тзв. „слетом“, на стадиону „ЈНА“ у Београду, обележен Дан младости (први без Јосипа Броза Тита). Пут овогодишње „Штафете младости“, која је кренула из Новог Сада, био је прекинут у Слуњу, 4. маја када је јављена вест да умро Тито. Свечаној приредби присуствовали су чланови Председништва СФРЈ на челу са председником Цвијетином Мијатовићем, чланови Председништва СКЈ на челу са председавајућим Стеваном Дороњским, представници свих република и покрајина и представници свих републичких и покрајинских СК, делегација ЈНА предвођена генералом-армије Николом Љубичићем и др. Домаћин овогодишње приредбе био је Васил Тупурковски, председник Конференције Савеза социјалистичке омладине Југославије.

| Јануар Фебруар Март Април Мај Јун Јул Август Септембар Октобар Новембар Децембар |

### Јун

#### 17. јун
- У Београду умро Мате Јерковић (1915—1980), адмирал, командант Југословенске ратне морнарице (1950-1962), члан Опуномоћства СКЈ за ЈНА и носилац Ордена народног хероја. Сахрањен је у Алеји заслужних грађана на Новом гробљу у Београду.

### Јул

#### 28. јул
- У Београду умро Вјекослав Афрић (1906—1980), позоришни и филмски глумац, редитељ и сценариста, учесник НОБ-а као уметнички руководилац Казалишта народног ослобођења, професор Позоришне академије у Београду, ректор Универзитета уметности у Београду (1963-1965) и добитник Награде АВНОЈ-а (1973). Сахрањен је у Алеји заслужних грађана на Новом гробљу у Београду.

### Август

#### у току августа
- На Летњој позорници Нишке тврђаве у Нишу одржан XV Фестивал глумачких остварења „Филмски сусрети“. Добитници награде Глумачки пар године „Она и он“, одлуком читалаца листа „ТВ Новости“, ове године су били Весна Чипчић и Љубиша Самарџић, за улоге Весне и Боривоја Шурдиловића у тв серији „Врућ ветар“.

### Септембар

#### у току септембра
- У Београду у саобраћајној незгоди тешко повређена глумица Мерима Исаковић (1959). До незгоде је дошло када је на „фиат 126“, у коме се глумица налазила са братом, налетела „лада“ којом је управљао Предраг Милојевић, инспектор београдског СУП-а, који је био у алкохолисаном стању. Мерима је после ове незгоде остала непокретна.

### Октобар

#### 20. октобар
- У складу са Статутом СКЈ, функцију председника Председништва ЦК СКЈ преузео Лазар Мојсов, делегат Савеза комуниста Македоније у Председништву Централног комитета Савеза комуниста Југославије.

### Новембар

#### 28. новембар
- У Крагујевцу у погонима Завода „Црвена застава” започела серијска производња аутомобила „Југо 45”. До престанка производње 11. новембра 2008. укупно је произведено 794.428 примерака. Почетку серијске проиводње присуствовали су председник Савезног извршног већа Веселин Ђурановић, као и група друштвено-политичких радника СР Србије — председник Скупштине СР Србије Душан Чкребић, председник Извршног већа Скупштине Иван Стамболић, потпредседник СИВ Бранислав Иконић и др.[4]

| Јануар Фебруар Март Април Мај Јун Јул Август Септембар Октобар Новембар Децембар |